# Gitana abyssicola
Gitana abyssicola är en kräftdjursart som beskrevs av Georg Ossian Sars 1892. Gitana abyssicola ingår i släktet Gitana och familjen Amphilochidae. Arten har ej påträffats i Sverige. Inga underarter finns listade i Catalogue of Life.